# Найджел Фарадж
Найджел Пол Фераж (англ. Nigel Paul Farage; нар. 3 квітня 1964, Даун, Кент, Англія) — британський політик — засновник і колишній лідер Партії Незалежності Сполученого Королівства (UKIP), нинішній лідер Брекзіт партії. З 2010 по 2015. З 1999 року є членом Європейського парламенту, співголова фракції «Європа свободи та демократії».

## Біографічна довідка
Він закінчив Dulwich College. З 1982 Фераж працював у різних брокерських компаніях і товарно-сировинних ринках, у тому числі на Лондонській біржі металів. Він вів власну брокерську діяльність з початку 90-х років до 2002 року. Фераж брав активну участь у Консервативної партії, однак пішов з неї у 1992, коли уряд Джона Мейджора підписав Договір про утворення Європейського Союзу у Маастріхті. У 1993 році він став одним із засновників євроскептичної Партії незалежності Сполученого Королівства і був великим противником введення Євровалюти.
У 2014 році Найджел Фераж отримав титул «Британець року» газетою The Times.
У липні 2016 року він був великим прихильником успішної кампанії виходу з ЄС під час Британського Європейського референдуму. 4 грудня 2018 року, Найджел Фераж оголосив про вихід з Партії Незалежності Сполученого Королівства, після рішення лишити Джеральда Баттена главою партії. Фераж пояснив це рішення тим, що «ця партія не те, що потрібно Британії для виходу з ЄС.»
З 13 лютого 2019 року є членом партії Брекзіт у Парламенті Європейського Союзу. З 22 березня 2019 року, після відставки Катерини Блейклок офіційно визнаний лідером Брекзіт партії.